# Bremer Denkmalpflegepreis

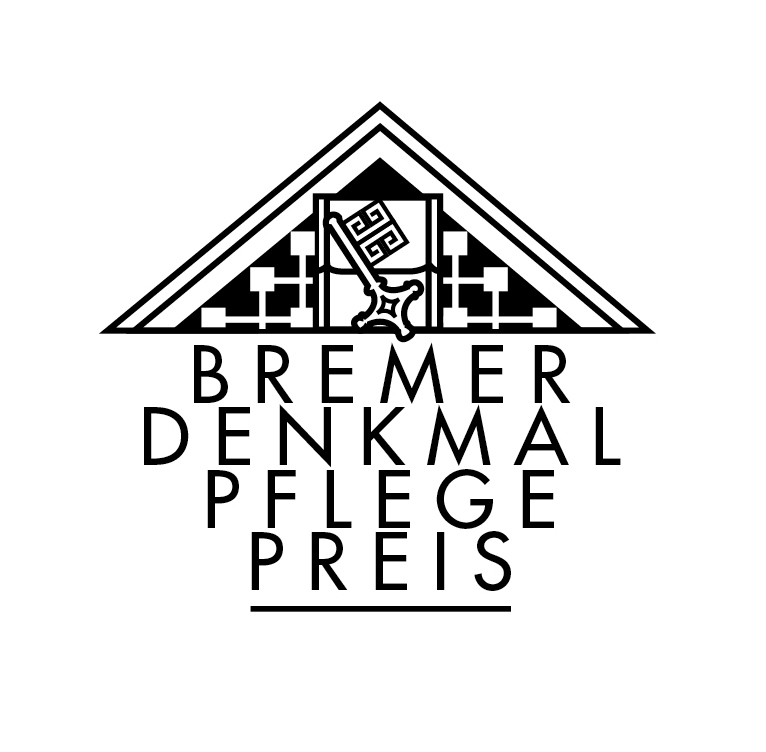
Logo des Bremer Denkmalpflegepreises; Entwurf: Haase & Knels, Atelier für Gestaltung, Bremen

Der Bremer Denkmalpflegepreis wird seit 2010 alle drei Jahre für besondere Leistungen zur Erhaltung und Pflege von Kulturdenkmälern in der Freien Hansestadt Bremen vergeben. Der Preis wird getragen von den Initiatoren Landesamt für Denkmalpflege Bremen und Aufbaugemeinschaft Bremen e. V., den Kooperationspartnern Architektenkammer Bremen, Handwerkskammer Bremen und Handelskammer Bremen – IHK für Bremen und Bremerhaven sowie den Medienpartnern Weser-Kurier und Nordsee-Zeitung. Schirmherr ist der jeweils amtierende Präsident des Senats, der seit 2007 im Land Bremen zugleich das Amt des Senators für Kultur bekleidet.

## Preis

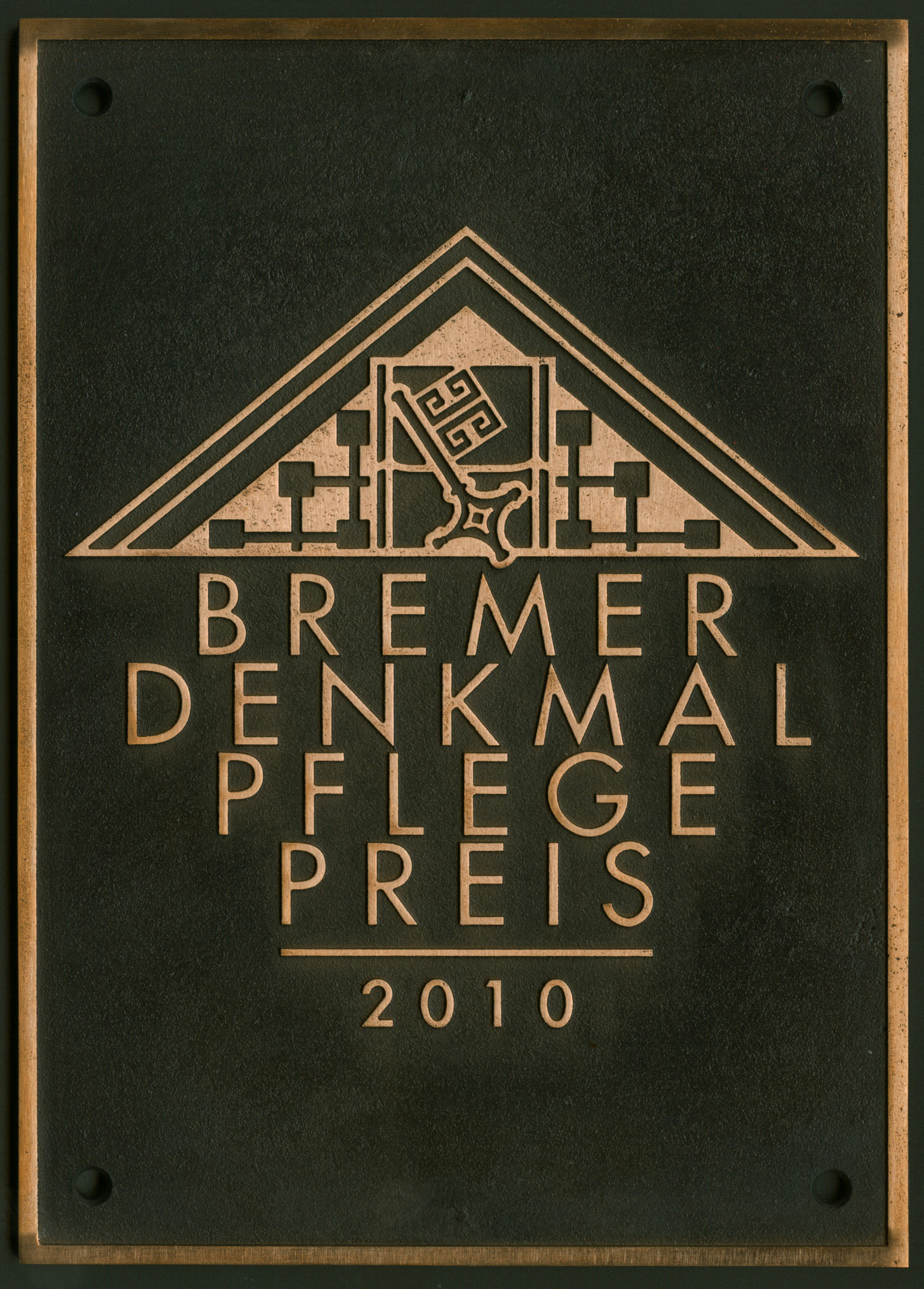
Bronze-Plakette für die Gewinner des Preises 2010

Mit dem Preis sollen „besonders engagierte Leistungen zur Erhaltung und Pflege von Baudenkmälern in Bremen und Bremerhaven“ ausgezeichnet werden. Darüber hinaus soll das allgemeine „Bewusstsein für Denkmäler als Kulturgut und als Standortfaktor im Land Bremen“ gefördert werden.
Ausgezeichnet werden können Denkmäler aller Art, sowohl als Einzelobjekt als auch als ganzes Bauensemble bzw. Anlage. Zudem kann es ein Gartendenkmal oder ein technisches Denkmal sein, das in den vergangenen vier Jahren restauriert wurde. In Frage kommen auch bewegliche Denkmäler, wie zum Beispiel denkmalgeschützte Schiffe.

## Vergabekriterien
Der Bremer Denkmalpflegepreis wird in vier Kategorien verliehen. Geehrt werden:
- an der Bauausführung beteiligte Architekten und Ingenieure,
- Handwerksbetriebe,
- öffentliche und private Bauherren und
- Einzelpersonen, Vereine oder Einrichtungen, die sich mit ehrenamtlichen Engagement für den Erhalt eines Denkmals eingesetzt haben.

Die genannten Personen und Organisationen können sich mit einer Beschreibung ihres Projekts beim Landesamt für Denkmalpflege um den Preis bewerben. Die Auswahl trifft eine Jury, die in der Regel unter der Leitung eines auswärtigen Landeskonservators tagt. Weitere Mitglieder der Jury sind Vertreter der Initiatoren, Kooperations- und Medienpartner.
Wichtigstes Kriterium bei Architekten, Ingenieuren und Handwerksbetrieben ist die herausragende Qualität der Arbeit. Bei Bauherren und Ehrenamtlichen kommt es besonders auf das außerordentliche Engagement an.
Die Preisträger erhalten im Rahmen einer Feierstunde im Rathaus eine Urkunde und eine Plakette, die am Denkmal angebracht werden kann. Die Preisgelder betragen insgesamt 3000 Euro. Zusätzlich vergeben die Medienpartner einen Sonderpreis mit einem Preisgeld von 2500 Euro. In den Kategorien können außerdem besondere Anerkennungen vergeben werden.

## Ehrungen

### 2010

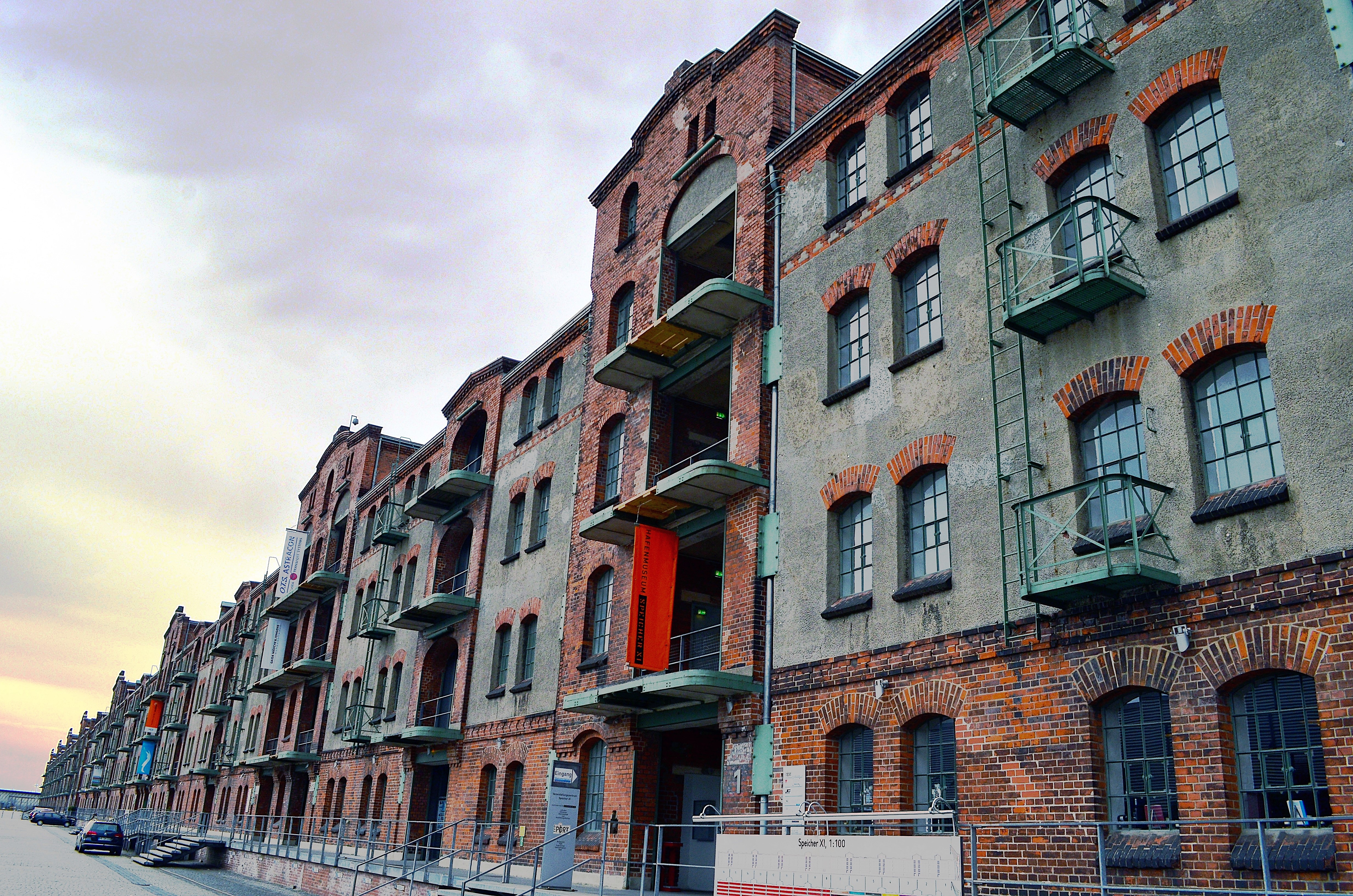
Speicher XI, Nordfassade

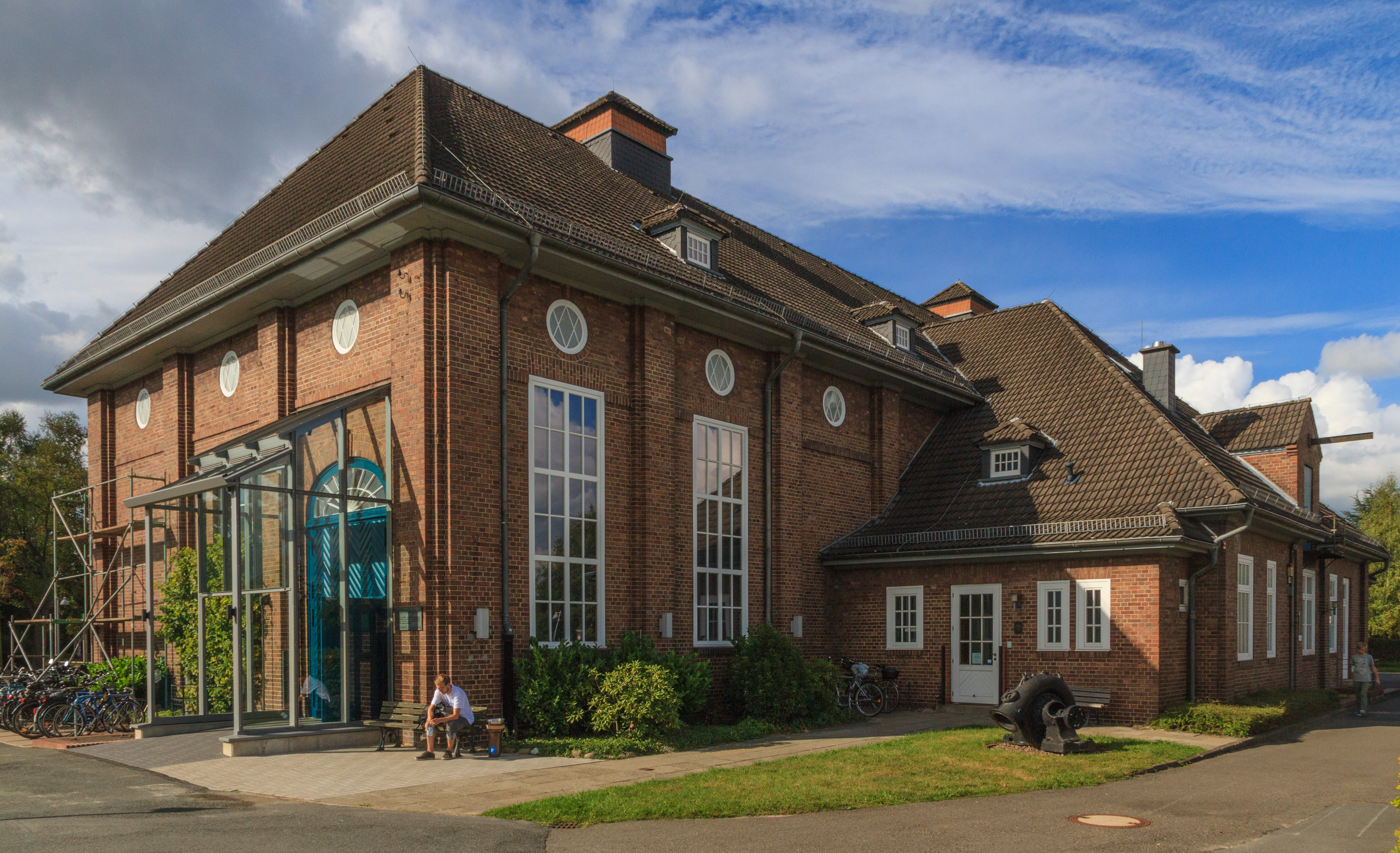
Pumpwerk I

Die Jury (Vorsitz: Udo Mainzer, Landeskonservator, Amt für Denkmalpflege im Rheinland) wählte aus 77 Bewerbungen folgende für Preise und Anerkennungen aus:
- Kategorie: Architekten und Ingenieure
  - Preis: as2 architekten schomers.schürmann für die denkmalgerechte und vorbildliche Gesamtplanung zur Sanierung und Revitalisierung von Speicher XI.
  - Anerkennung: Hilmes &  Lamprecht Architekten BDA für die zurückhaltende, sorgsame und denkmalgerechte Revitalisierung von Speicher I.
  - Anerkennung: Püffel Architekten für den einfühlsamen und Raum schaffenden Umbau der Stadtkirche Vegesack.
  - Anerkennung: Architekten + Designer, Müller, Diederichs, Keil, Gruppe GME für die energetisch und denkmalpflegerisch besonders gelungene Sanierung des ehemaligen Amerikanischen Generalkonsulats.
- Kategorie: Handwerksbetriebe
  - Preis: Restaurator Matthias Seefried für die vorbildliche Wiederherstellung der historischen Wandmalerei im Chor- und Triumphbogenbereich in der Aumunder Kirche.
  - Anerkennung: Johann Osmers GmbH & Co. KG  für die herausragenden Arbeiten zur Wiederherstellung des Kupferdaches des Hauses Schütting.
- Kategorie: Bauherren
  - Preis: Melanie und Matthias Wobbe für die energetische und denkmalgerechte Sanierung des Wohnhauses Richard-Dehmel-Straße 2.
  - Anerkennung: Marika Büsing für die denkmalgerechte Instandsetzung und den Erhalt der Villa Rabien in Bremerhaven.
- Kategorie: Ehrenamtliche
  - Preis: Verein Altes Pumpwerk e. V. für die ehrenamtlichen Bemühungen zum Erhalt des Pumpwerk I; Geldpreis 3000 Euro.
- Sonderpreis: Verein Freunde des Sendesaales e. V.  für den hohen und mehrjährigen Einsatz gegen den Abriss des Radio Bremen Sendesaales; Geldpreis 2500 Euro.

### 2013

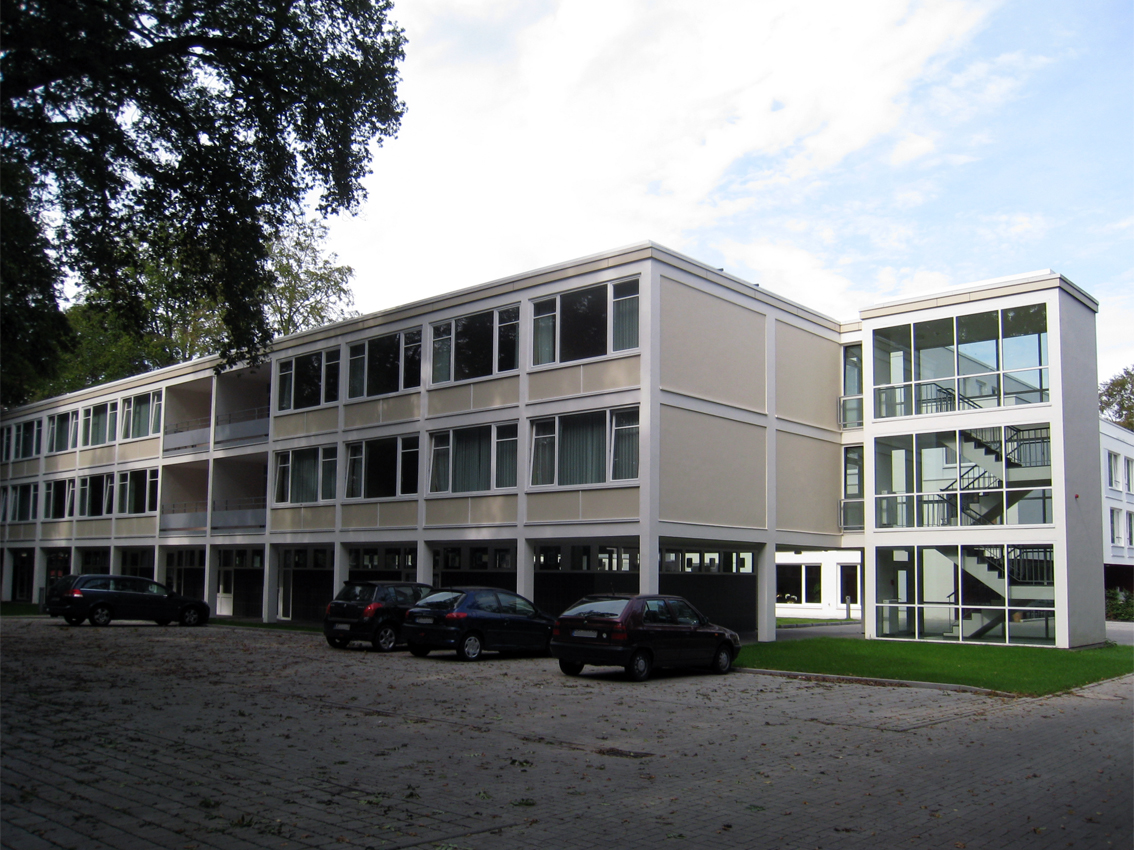
Wohnanlage Marcusallee 2–4

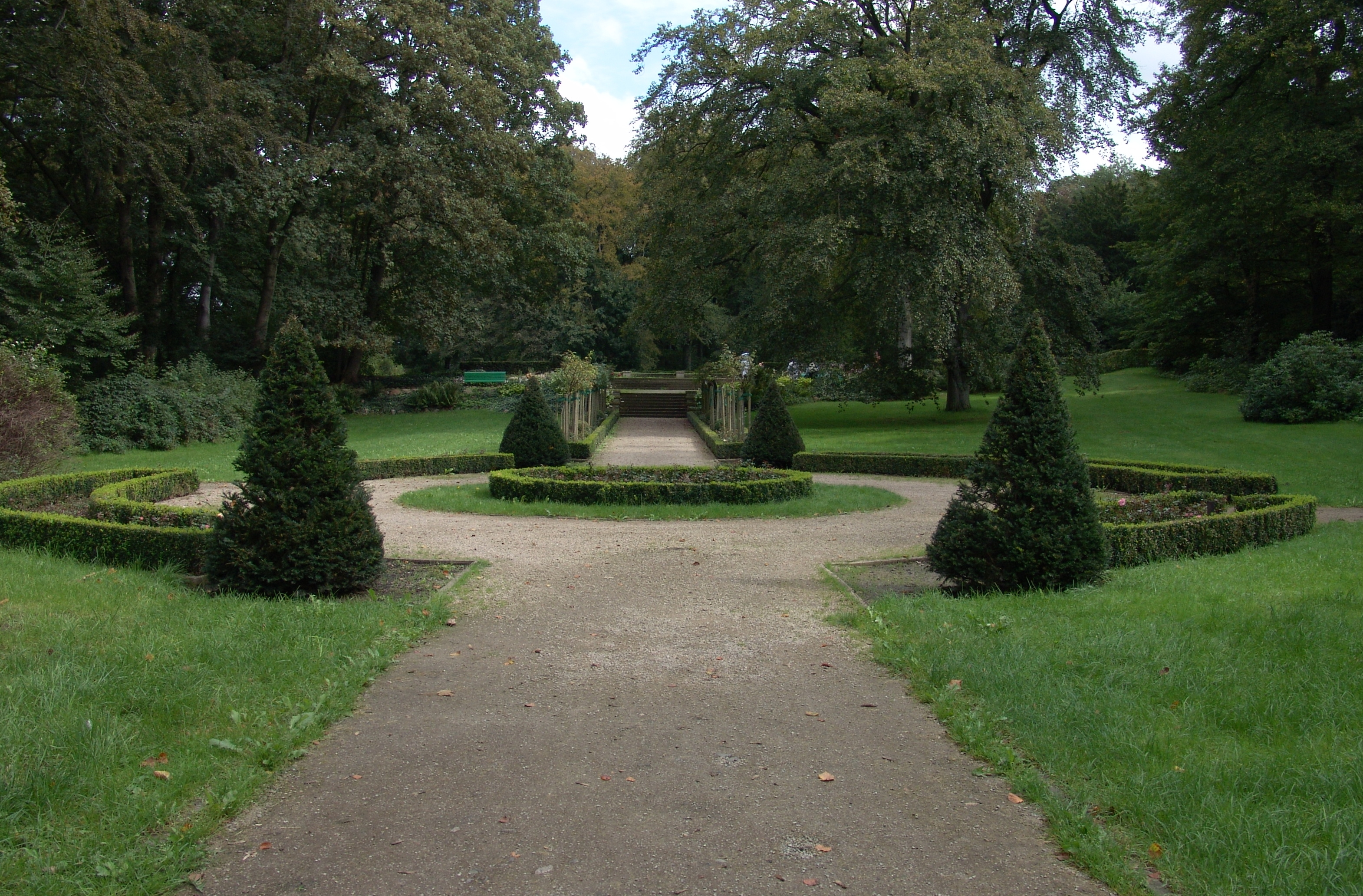
Wätjens Park, Roseliusgarten

Die Jury (Vorsitz: Udo Mainzer, ehemaliger Landeskonservator des Rheinlandes) entschied aus 45 Bewerbungen folgende Ehrungen:
- Kategorie: Architekten und Ingenieure
  - Preis: Architekten Schulze Pampus BDA für die schlanke, denkmalgerechte und sorgsame Sanierung des Standesamts Bremen-Mitte.
  - Preis: Hilmes Lamprecht Architekten BDA  für die Sanierungs- und Umnutzungsplanungen an der Wohnanlage Marcusallee 2–4.
  - Anerkennung: Energie- und Baukontor GbR, Burkhard Hennig, Thomas Witte, Volker Köckritz für das Konzept zur Revitalisierung der Alten Apotheke in Hemelingen.
- Kategorie: Handwerksbetriebe
  - Preis: Druge-Bau GmbH für die vorbildliche Wiederherstellung des Wencke-Docks in Bremerhaven.
  - Anerkennung: Kanning Parkett GmbH für die handwerklich hervorragende Aufarbeitung der historischen Intarsienparkettböden und Holztreppen im Standesamt Bremen-Mitte.
- Kategorie: Bauherren
  - Preis: Iris Eggeling und Christopher Mellinghoff für die Wiederherstellung der historischen Fassade am Wohnhaus Bulthauptstraße 20.
  - Preis: Bremische Evangelische Kirche für die umfangreiche Sanierung der Domtürme des St.-Petri-Doms.
- Kategorie: Ehrenamtliche
  - Preis: Förderverein Wätjens Park e. V. für das überaus große Engagement zur Erhaltung und Inwertsetzung von Wätjens Park; Geldpreis 3000 Euro.
- Sonderpreis: Evangelische Kirchengemeinde Arsten-Habenhausen für die Restaurierung und Sanierung des Lindenlaubengangs im Arster Pfarrgarten; Geldpreis 2500 Euro.

### 2016

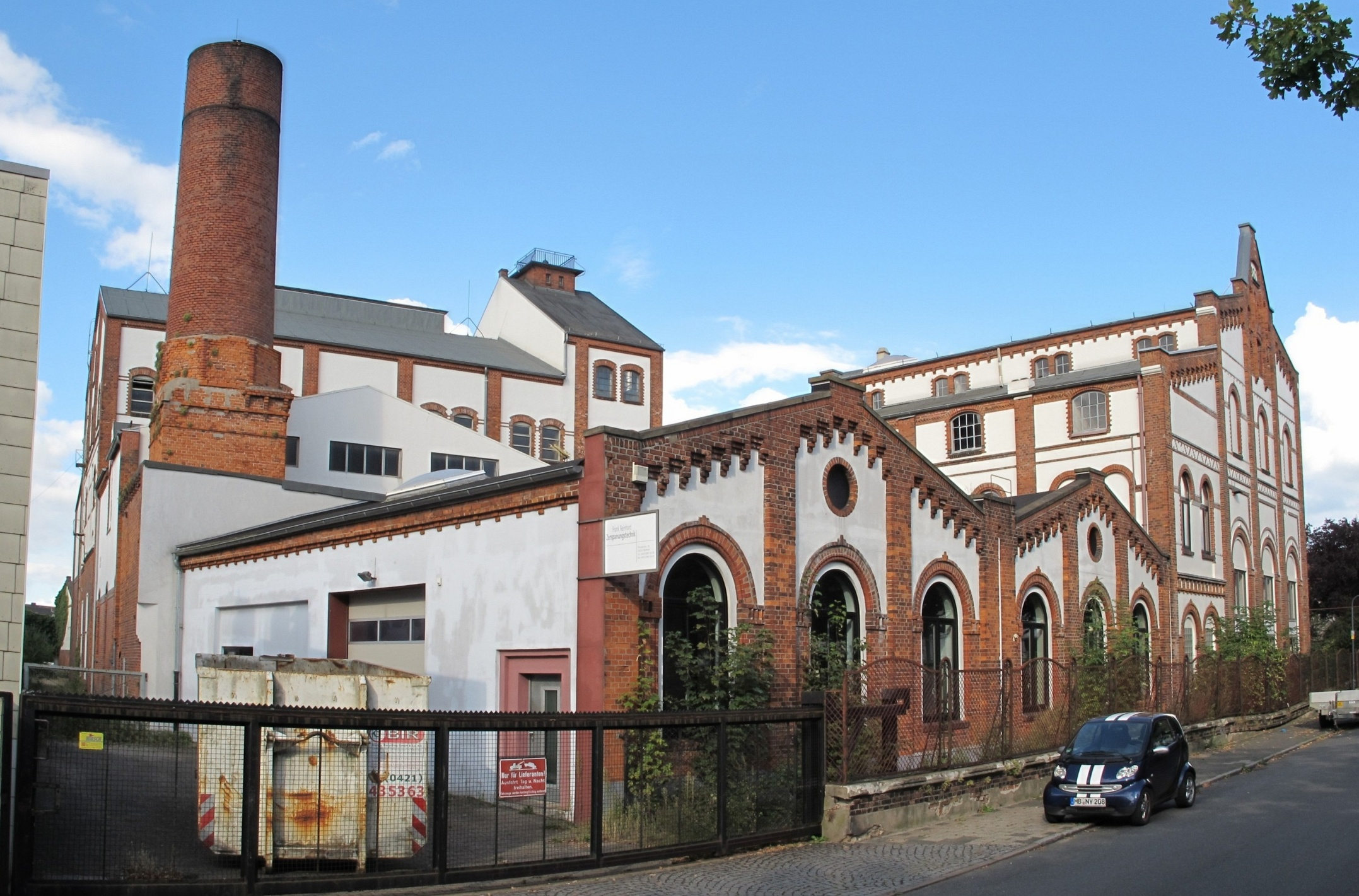
Union-Brauerei

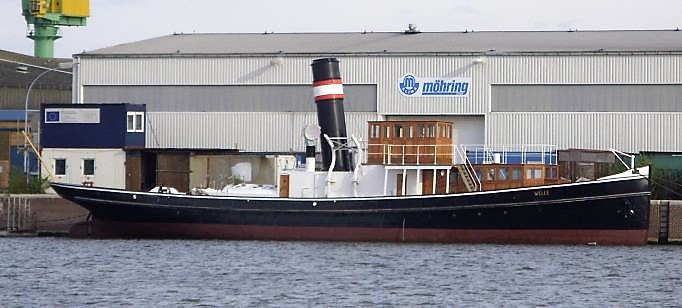
Dampfer „Welle“, Fischereihafen Bremerhaven

Aus 53 Bewerbungen hat die Jury (Vorsitz: Andrea Pufke, Landeskonservatorin, Amt für Denkmalpflege im Rheinland) ausgewählt:
- Kategorie: Architekten und Ingenieure
  - Preis: Architekturbüro Angelis & Partner für die Außenrestaurierung des Turms der St. Jacobikirche.
  - Anerkennung: Architekturbüro Kastens+Siemann für den Umbau und die Revitalisierung der Union-Brauerei.
- Kategorie: Handwerksbetriebe
  - Preis: Claus Ellenberger Bau GmbH für die Sanierung des Südturms der Kirche Unser Lieben Frauen.
  - Anerkennung: Brock GmbH & Co. KG für die Entwicklung einer Fensterkonstruktion im Fruchthof.
- Kategorie: Bauherren
  - Preis: Familie Schefold für das behutsame Restaurierungskonzept für eine Deckenmalerei im Wohnhaus Mathildenstraße 93.
  - Anerkennung: Volksbank eG Bremerhaven-Cuxland für die Herrichtung der Schmuckfassade des Wohn- und Geschäftshauses Hafenstraße 153 in Bremerhaven.
  - Anerkennung: Renate Kropp-Hildebrand für die Instandsetzung der Ankerbalkenscheune des Hof Kropp,  Wummensiede 8.
- Kategorie: Ehrenamtliche
  - Preis: Förderverein Knoops Park e. V. für ehrenamtliche Leistungen zu Knoops Park; Geldpreis 3000 Euro.
- Sonderpreis: Verein Dampfer „Welle“ e. V. für das Engagement zum Erhalt der „Welle“; Geldpreis 2500 Euro.

### 2019

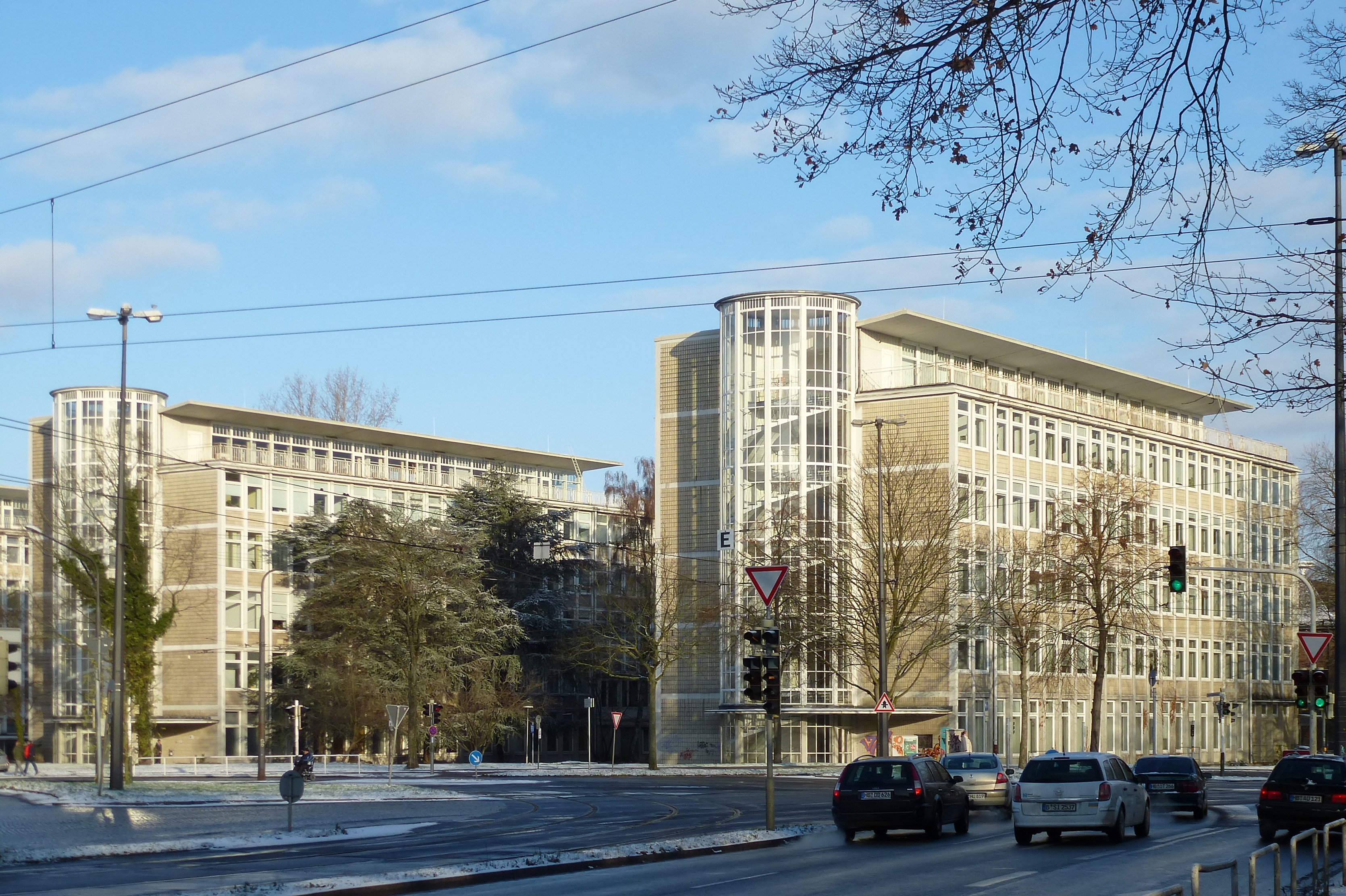
Aus- und Fortbildungszentrum, rechts Block D

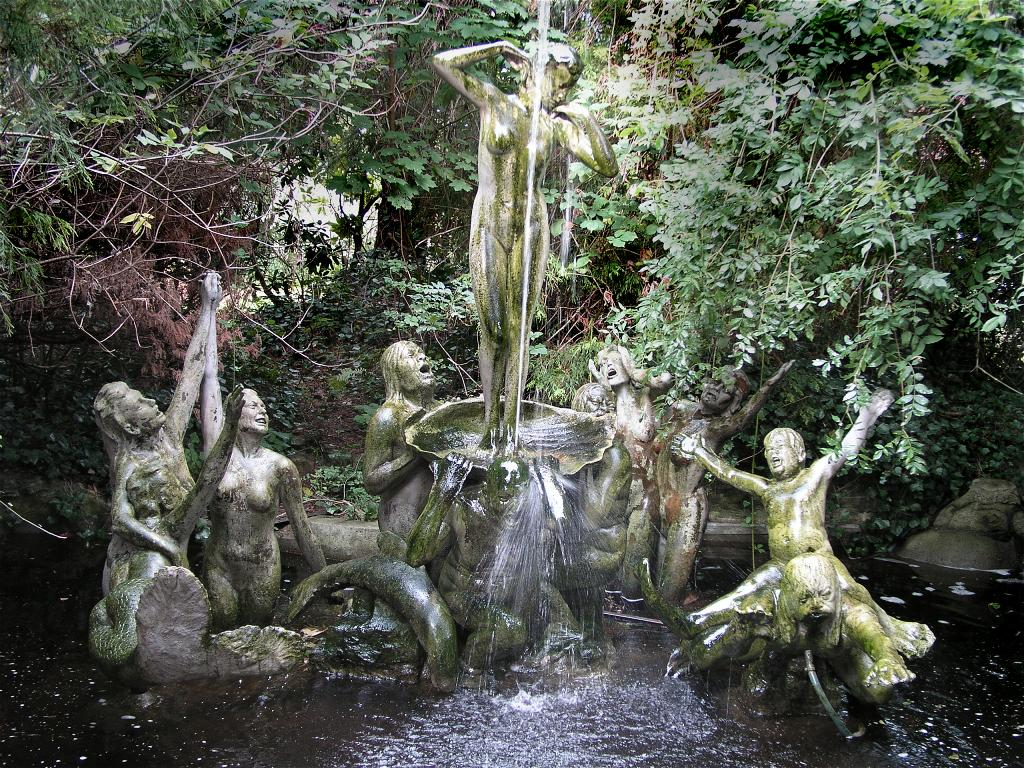
Thieles Garten

Die Jury (Vorsitz: Andrea Pufke, Landeskonservatorin, Amt für Denkmalpflege im Rheinland) hat aus 41 Bewerbungen folgende Preise und Anerkennungen gewählt:
- Kategorie: Architekten und Ingenieure
  - Preis: Architekten BDA Feldschnieders+Kister PartGmbB für die geleisteten Sanierungsarbeiten des Aus- und Fortbildungszentrums, Block D.
  - Anerkennung: Architekturbüro Angelis + Partner für die Sanierung des Südturms der Kulturkirche St. Stephani.
- Kategorie: Handwerksbetriebe
  - Preis: Restaurierungswerkstatt Kossann & Melching  für die Sicherung und Konsolidierung der Holzkassettendecken in der Villa Wolde.
  - Anerkennung: C. Ellenberger Bau GmbH für die Sanierung des Südturms der Kulturkirche St. Stephani.
  - Anerkennung: Laura Blumenberg (Restauratorin) für die handwerklich hervorragend ausgeführte Rekonstruktion der aus Holz und Gips bestehenden Decken im Ämternebengebäude des Hauptbahnhofs.
- Kategorie: Bauherren
  - Preis: Gartenbauamt des Magistrats der Seestadt Bremerhaven für seine Anstrengungen, Thieles Garten in Bremerhaven zu erhalten.
  - Anerkennung: Alfred Schumm und Angelika Wunsch für das Engagement, die Fassade ihres Altbremer Hauses, Keplerstraße 13, in den bauzeitlichen Zustand zurückzuführen.
- Kategorie: Ehrenamtliche.
  - Preis: Rolf und Erika Diehl für ein bewundernswertes Engagement in der fortwährenden Denkmalvermittlung und Erklärung des Aalto-Hochhauses; Geldpreis 3000 Euro.
  - Anerkennung: Bürgerverein Horn-Lehe für das herausragendem Engagement für die Sanierung der Horner Mühle.
- Sonderpreis: Wikipedia:WikiProjekt Bremen/BremenpediA und OpenStreetMap für die ehrenamtliche Gemeinschaftsleistung, im Rahmen von Projekten des freien Wissens, die Denkmalpflege im Land Bremen über unterschiedliche Medien einem breiten Publikum zu vermitteln; Geldpreis 2500 Euro.

### 2022

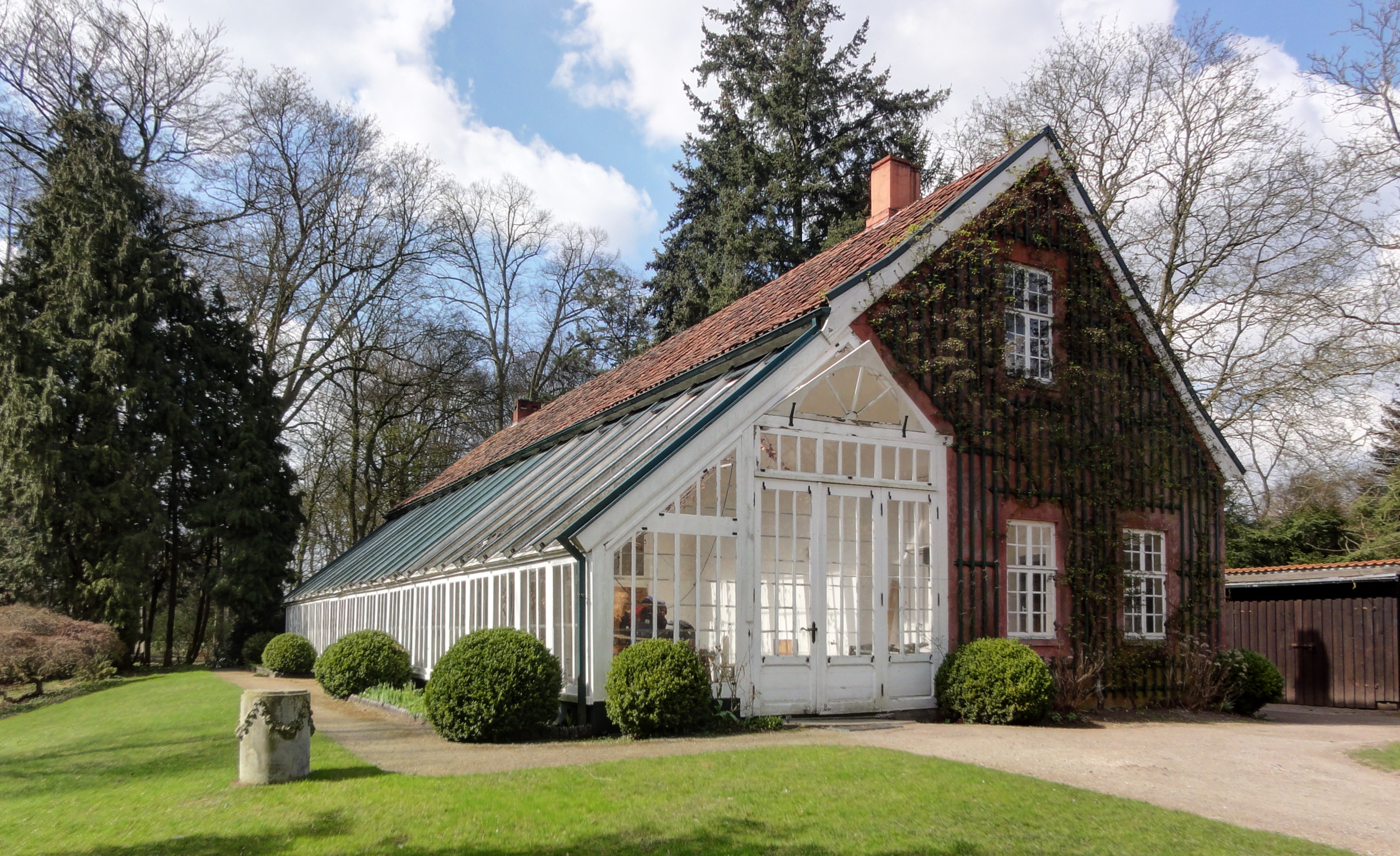
Orangerie in Hasses Park

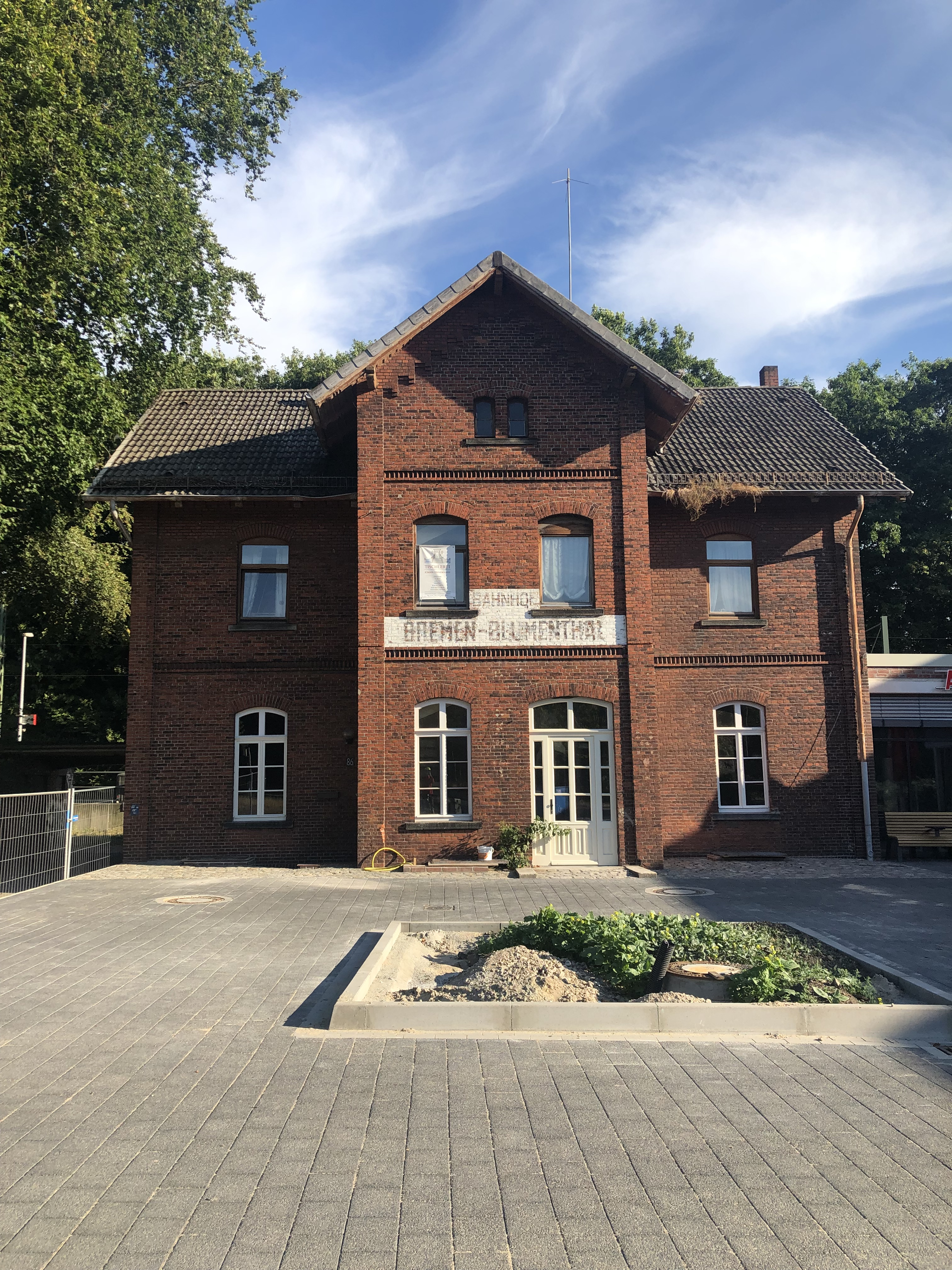
Empfangsgebäude Bahnhof Bremen-Blumenthal

Am 17. November 2022 hat die Jury (Vorsitz: Andrea Pufke, Landeskonservatorin, Amt für Denkmalpflege im Rheinland) folgende Preise und Anerkennungen verliehen:
- Kategorie: Architekten und Ingenieure
  - Preis: Architekturbüro Strauss Fischer Historische Bauwerke GbR für das erarbeitete Instandsetzungskonzept für die Orangerie in Hasses Park.
  - Anerkennung: Schulze Pampus Architekten BDA + Campe Janda Architekten BDA für die denkmalgerechte Erneuerung der Elektro-, Klima- und IT-Technik sowie des Brandschutzes im Haus der Bürgerschaft.
- Kategorie: Handwerksbetriebe
  - Preis: Tischlerei Jürgen Zimmermann für die Restaurierung und den authentischen Nachbau historischer Türen und Fenster im früheren Bahnhof Bremen-Blumenthal.
  - Anerkennung: Dipl.-Restaurator Marko Götz für die handwerklich hervorragend ausgeführte Konservierung und Restaurierung der Schrifttafel der Wandmalerei „Die Gründung Bremens“ von 1532 in der Oberen Rathaushalle.
- Kategorie: Bauherren
  - Preis: GEWOBA AG Wohnen und Bauen für ihre umfangreiche energetische Sanierung der Fassade des Aalto-Hochhauses.
  - Preis: Justus Grosse Immobilien für die vorbildliche und vielversprechende Revitalisierung der zum Denkmalensemble gehörenden Bauwerke der ehemaligen Tabakfabrik Martin Brinkmann AG in Woltmershausen.
  - Anerkennung: bremenports GmbH & Co. KG, Sondervermögen Hafen für die Pflege, den Erhalt und die beispielhafte Sanierung des Simon-Loschen-Leuchtturms in Bremerhaven.
  - Anerkennung: Viviane Flügge-Stegemann für das Engagement zur fachgerechten Sanierung, Neuverglasung und Wiederherstellung des bauzeitlichen Zustands ihres Wintergartens in der Östlichen Vorstadt.
- Kategorie: Ehrenamtliche
  - Preis: Bürgerparkverein e.V. für die über viele Jahrzehnte fortwährende Pflege und den Erhalt des Bremer Bürgerparks; Preisgeld 3000 Euro.
  - Anerkennung: Horst Massmann für sein umfangreiches und langanhaltendes Engagement in der Vermittlung der Geschichte zahlreicher denkmalgeschützter Objekte.
- Sonderpreis: Tischlergeselle Torge Fligge aus der Tischlerei Jürgen Zimmermann für die handwerklich vorzüglich aufgearbeiteten sowie die von ihm ebenfalls in bester Qualität nach historischem Vorbild nachgebauten Fenster und Türen im ehemaligen Bahnhof Bremen-Blumenthal; Preisgeld 2500 Euro.

## Internationale Würdigung des Preises
2019 hat der Europarat den Bremer Denkmalpflegepreis in den Katalog THE GOLDEN COLLECTION OF GOOD PRACTICES (Goldene Sammlung bewährter Verfahren) für die European Heritage Strategy for the 21st century (Europäische Kulturgut-Strategie für das 21. Jahrhundert) aufgenommen.